# 佐川健太郎
佐川 健太郎（さがわ けんたろう、1963年 - ）は、日本のモータージャーナリスト、オートバイレーサー、株式会社モト・マニアックス代表取締役、ライディングアカデミー東京校長。愛称はケニー佐川。

## 人物
東京都出身。16歳の時にホンダの2スト50ccスポーツモデルMB50に魅せられ、バイクに乗り始める。1985年早稲田大学教育学部卒業後は、大手情報出版社（広告・制作・人材教育）、広告・販促コンサルティング会社（SPプランナー）、マーケティングコンサルタント会社（マーケティングプランナー）において販促およびマーケティング戦略立案を担当する。1995年からは趣味のバイクが高じてかフリーの編集・ライターとして二輪専門雑誌を活動を始め、同時にジャーナリストやライディングスクール講師として活躍するようになる。

## 来歴
- 1995年 フリーの編集・ライターとして活動開始
- 2007年 トライアンフ公式イベント「R.A.T.」で、ライディングレッスン講師を担当
- 2008年 アメリカのケビン・シュワンツ・スズキ・スクールでケビン・シュワンツからライディングメゾッドについての直接指導を受ける。
- 2008年 MFJ公認インストラクターを取得
- 2009年 株式会社モト・マニアックス設立。
- 2009年 RA（ライディングアカデミー東京）開校。校長兼チーフアドバイザー就任。
- 2009年 「Webikeみんなのスクール」校長就任
- 2010年 自社ブランドのライディングテクニックDVD制作開始
- 2011年 「MOTOCOM」創刊。編集中に就任。
- 2012年 「Webikeバイクニュース」編集長に就任
- 2012年 大人のライダーのためのアフターファイブミーティング「GOGGLE CAFE」プレゼンター

## 著作

### DVD
- 『ケニー佐川のTHE METHOD VOL.1「今こそヒザ擦りを楽しむ!」』 （2010年12月、モト・マニアックス）
- 『ケニー佐川のTHE METHOD VOL.2「今こそワインディングを楽しむ!」』 （2011年10月、モト・マニアックス）
- 『ビッグマシン誌ライテク特集付録DVDシリーズ全6巻』 （2008年10月〜2009年8月、モト・マニアックス）
- 『ビッグマシンを自在に操る』 （2003年〜、内外出版社）
- 『ビッグマシンを自在に操る2』 （2005年〜、内外出版社）
- 『WGPライダー・新垣敏之の「ライテクの新常識25」』（内外出版社）
- 『和歌山利宏の「コーナリングを科学する」』（内外出版社）
- 『内藤栄俊の「舵角で曲がるストリート最強テクニック」』（内外出版社）
- 『「白バイに学ぶ 究極のストリートテクニック」』（内外出版社）
- 『WGPライダー・新垣敏之の「アドバンスライディング」』（内外出版社）
- 『おまかせ牧田の「簡単バイクメンテナンス」』（内外出版社）

## 主なレース出場歴
- 2001年　もてぎエンジョイ3時間耐久ロードレース：2位（スズキGSX-R1000）
- 2003年　もてぎエンジョイ3時間耐久ロードレース：25位（ホンダCBR954RR）
- 2007年　もてぎオープン７時間耐久ロードレース：8位（ホンダCBR954RR）
- 2007年　誰でもエンジョイ耐久「DE耐」オープンクラス：10位（ホンダエイプ100改）
- 2008年　「鈴鹿4時間耐久ロードレース」：36位（トライアンフデイトナ675）
- 2010年　もてぎ７時間耐久ロードレース「もて耐」マスターズ4スト2気筒550cc以上クラス：1位（トライアンフスラクストン）
- 2010年　MCFAJクラブマンレース併催「MAX10」空冷クラス：総合2位（トライアンフ）